# Julius Kaftanski
Julius Kaftanski (geboren am 27. September 1866 in Hamburg; gestorben im Oktober 1931) war ein deutscher Kaufmann, Filmpionier und Stummfilmproduzent.

## Leben und Wirken
Über Kaftanskis Leben und Werdegang ist nur wenig bekannt. Der Sohn von Abraham Kaftanski und seiner Frau Rosette, geb. Leidesdorf, arbeitete zunächst im Rhein-Ruhr-Gebiet als Kaufmann. Im Im- und Export-Geschäft handelte er mit so grundverschiedenen Dingen wie zahnärztlichen Bedarfsartikeln, Waffen, Gasbrennern und Kälteanlagen. Julius Kaftanski heiratete in Pfeddersheim seine Frau Juliane, geborene Kehr, die am 10. November 1899 in Essen beider Sohn Fritz Kaftanski zur Welt brachte. Dort und in Düsseldorf, wo die Kaftanskis zwischen 1902 und 1912 lebten, betrieb Julius Kaftanski eine eigene Handelsagentur. Vermutlich lernte er hier auch um 1912 den gebürtigen Düsseldorfer Harry Piel kennen, dessen Frühwerke er 1912 als Produktionsleiter betreute. Später übersiedelten die Familie Kaftanski wie auch Piel nach Berlin.
Dort begann der Produzent während des Ersten Weltkriegs mehrere Filme für die Produktionsfirma Apollo-Film herzustellen, die vor allem von Franz Hofer inszeniert wurden. Kaftanski produzierte auch die tragische Romanze Heidenröschen, die als Hofers künstlerisch bedeutendstes Frühwerk gilt. Bereits 1917 verabschiedete sich der jüdische Filmproduzent Julius Kaftanski wieder von der Filmproduktion. Im November 1927 unterstützte Julius seinen Sohn Fritz finanziell bei der Errichtung einer Fabrik für den Bau bestimmter Kameras, der so genannten FOTOFEX. Fritz Kaftanski machte sich in späteren Jahren vor allem einen Namen mit Kleinstbildkameras (so genannte MINI-FEX), die oftmals zu Spionagezwecken eingesetzt wurden. Nach Herbst 1927 verschwand sein Vater Julius Kaftanski aus dem Blickfeld der Öffentlichkeit. Er starb, vermutlich in Hamburg, im Oktober 1931. Sohn Fritz starb am 9. März 1988 in seiner französischen Wahlheimat, wohin er, aus Prag, seiner vorherigen Exilstation kommend, 1939 geflohen war.

## Filmografie (Auswahl)
- 1912: Schwarzes Blut
- 1912: Dämone der Tiefe
- 1916: Dressur zur Ehe
- 1916: Das Riesenbaby
- 1916: Der gepumpte Papa
- 1916: Wir haben’s geschafft
- 1916: Tote Gedanken
- 1916: Heidenröschen
- 1916: Seltsame Menschen
- 1917: Das zweite Ich
- 1917: Die Nottrauung